# 메리놀회
메리놀회(라틴어: Societas de Maryknoll pro missionibus exteris)는 가톨릭교회의 수도회 가운데 하나이다. 미국 가톨릭교회에서 외국 전교 활동에 초점을 맞추고 조직된 메리놀회는 메리놀 외방전교회와 메리놀 수녀회 등 두 개의 수도회와 메리놀 평신도 전교회 등 한 개의 평신도회로 구성되어 있다. 이들은 모두 같은 이름에 비슷한 목적을 위해 출발했지만, 전교 사명에 있어서만 서로 밀접하게 협력할 뿐 사실상 독자적인 조직이라고 할 수 있다.
메리놀회는 100년의 역사 동안 한국, 중국, 일본 등 동아시아와 남아메리카, 아프리카에 선교사들을 파견하는데 역점을 두었다.
메리놀회의 총본부는 미국 뉴욕주 웨스트체스터 카운티 오시닝에 있다.

## 같이 보기
- 중국의 로마 가톨릭교회
- 일본의 로마 가톨릭교회
- 한국의 로마 가톨릭교회
- 봉헌 생활회
- 사도 생활단